# Dixa pullogruma
Dixa pullogruma är en tvåvingeart som beskrevs av Peters och Cook 1966. Dixa pullogruma ingår i släktet Dixa och familjen u-myggor.
Artens utbredningsområde är South Dakota. Inga underarter finns listade i Catalogue of Life.